# Wladislaw Bentkowski
Wladislaw Bentkowski (*  24. September 1817 in Warschau; † 2. Oktober 1887 in Posen) war ein polnischer Publizist und Mitglied des preußischen Abgeordnetenhauses, Gutsbesitzer von Grojec sowie an mehreren bewaffneten Aufständen beteiligt.

## Leben

### Herkunft
Seine Eltern waren der Professor Felix Bentkowski  (* 27. Mai 1781; † 28. August 1852) und Emilia Zejdlerów (Zeydler), der ältere Bruder von Alfred Bentkowski (* 3. Juni 1813; † 26. Februar 1850) wurde Arzt und Priester.

### Werdegang
Als 1830 in Polen der Novemberaufstand ausbrach, schloss sich sein Bruder Alfred den Aufständischen an. Auch Wladislav wollte sich der Armee anschließen, wurde aber auf Grund seines Alters zurückgeschickt. Nach dem Schlacht bei Grochów riss er von zu Hause aus und kämpfte noch bei der Verteidigung von Warschau bei Wola mit.
Nach dem Aufstand absolvierte er das Gymnasium und schrieb sich 1837 in der Universität Königsberg ein. Er studierte Jura und Geschichte. Für eine Arbeit erhielt er dort sogar eine Goldmedaille. Er erkrankte aber und ging 1840 nach Italien, von dort kehrte er nach Polen zurück. 1842 übernahm er das Gut Grojec, was ihn aber nicht befriedigte. 1843 reiste er nach Posen und ging in preußische Dienste, wo er in das 5. Artillerie-Regiment aufgenommen wurde. Er besuchte die Artillerieschule in Berlin und wurde 1845 zum Leutnant ernannt. 1848 kam es zu antipreußischen Unruhen und preußischen Repressionen gegen die Polen, Bentkowski forderte daraufhin seine Entlassung aus der Armee, die ihm auch gewährt wurde.
Als 1848 in Ungarn ein Aufstand losbrach, ging er zur Polnischen Legion, um auf der Seite der Aufständischen zu kämpfen. Nach der Niederschlagung des Aufstandes konnte er über die Türkei entkommen. Im Jahr 1850 befand er sich wieder in Posen und arbeitete als Kolumnist für Tageszeitung „Gazeta Polska“. Von 1852 bis 1863 war er Abgeordneter der Polenpartei im preußischen Abgeordnetenhaus, wo er sich für die polnische Sache starkmachte. Er vertrat den 7. Wahlbezirk in Posen als Vertreter der Kreise Schrimm, Schrode und Wresche.
1863 beteiligte er sich am Aufstand in Russisch-Polen, wo er Chef des Generalstab des Generals Marian Langiewicz wurde. Er entkam mit dem General nach Österreich, wurde nach Preußen ausgeliefert und blieb bis 1866 in Magdeburg in Haft. Im Jahr 1868 wurde er dann Leiter Cegielskiwerke in Posen bis zu seinem Abschied 1880. Er starb 1887 unverheiratet in Posen und wurde auch dort beigesetzt.